# Fieseler F 2 Tiger
Il Fieseler F 2 Tiger fu un aereo acrobatico monomotore biplano sviluppato dall'azienda tedesca Gerhard-Fieseler-Werke nei primi anni trenta.

## Storia del progetto
Tra gli anni venti e gli anni trenta, la capacità e le intuizioni di aziende e progettisti ebbero la possibilità di essere testate grazie alla partecipazione alle manifestazioni aeronautiche, le quali assunsero negli anni una connotazione sempre più sportiva. Tra le realtà sorte nell'allora Repubblica di Weimar e che contribuirono alla lenta rinascita dell'aviazione tedesca, drasticamente ridotta a causa delle clausole del Trattato di Versailles, ci fu la Fieseler fondata su iniziativa dell'asso della prima guerra mondiale Gerhard Fieseler che, dopo il termine del conflitto, riscosse significativi successi come pilota di acrobazia aerea. Sia per la volontà di poter disporre di velivoli superiori alla concorrenza con cui partecipare alle varie manifestazioni aeree che, intuendo la possibilità di proporli sul mercato, avviandone la produzione in serie e ricavandone un profitto, Fieseler si avvalse della collaborazione di progettisti e dell'appoggio economico di Edmund Rumpler e Carl Clemens Bücker per realizzare una serie di modelli monoplani con caratteristiche acrobatiche.
All'inizio della sua attività imprenditoriale, in cui aveva deciso di investire i proventi dei premi economici acquisiti nelle competizioni alle quali aveva partecipato, Fieseler incontrò alcuni ostacoli economici. Dopo aver ottenuto la licenza di produzione per alcuni modelli di aliante ritenne che il mercato non offrisse sufficienti garanzie per assicurare alla propria azienda una sicurezza economica. Decise allora di avviare il progetto di un nuovo modello di aereo con cui conquistare ambiziosi risultati sportivi che gli avrebbero anche fruttato nuove risorse economiche.